# Arco monumentale (Palmira)
L'Arco monumentale a Palmira era una grande struttura ad arco che congiungeva il tratto centrale e il tratto orientale del Grande colonnato che attraversa la città. Costruito probabilmente durante il regno di Settimio Severo, tra la fine del II e l'inizio del III secolo d.C., l'arco è stato ristrutturato negli anni 1930 per poi essere quasi completamente distrutto dalle milizie del gruppo Stato Islamico nel 2015.

## Storia e descrizione

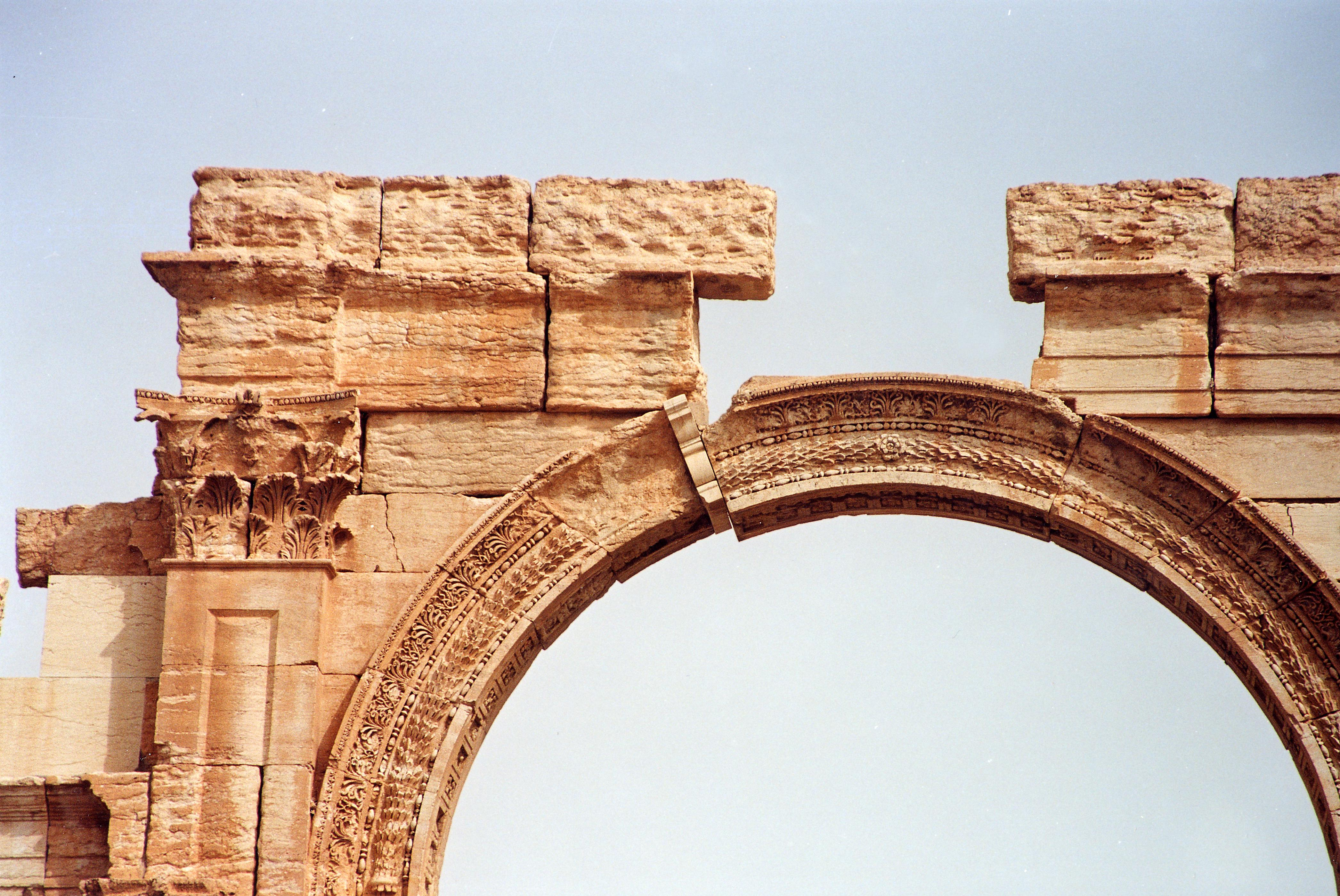
Dettaglio dell'arcata centrale.

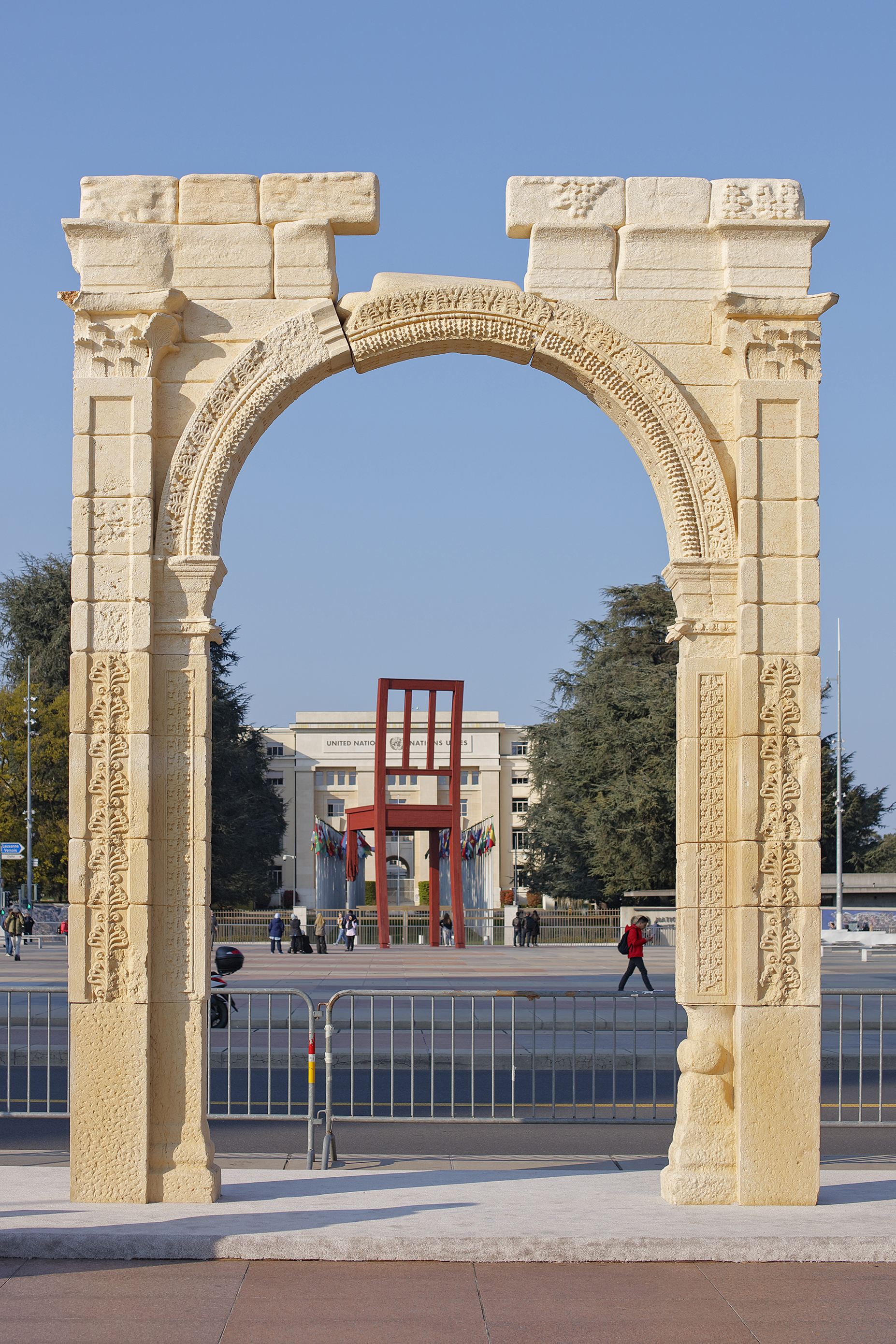
Replica dell'Arco di Palmira in scala 1/2, Ginevra, Place des Nations 2019

L'Arco monumentale era collocato tra il tratto centrale e il tratto orientale del Grande colonnato di Palmira, in prossimità del tempio di Nebo, nella zona centrale dell'antica città.
Le due sezioni della via colonnata che l'arco aveva la funzione di raccordare piegano l'una rispetto all'altra, in corrispondenza di esso, di circa 30°. La presenza dell'arco dissimulava però il mutamento di direzione del tracciato stradale grazie a un raffinato espediente architettonico: esso infatti aveva, in pianta, una forma a cuneo, così che ciascuna delle sue facce era perpendicolare al tratto stradale in cui immetteva.
L'arco venne eretto durante il periodo di massimo splendore della città di Palmira, durante il regno di Settimio Severo (193-211) o, secondo altre fonti, nel 220.
Quello che veniva chiamato "Arco monumentale" era una struttura composta in realtà da tre arcate, o fornici, di cui la più alta occupava la posizione centrale e le due minori erano collocate ai lati. Il loro interno era decorato con nicchie, in numero diverso sui diversi lati per via della profondità non uniforme della costruzione. Il monumento era decorato nell'antico stile siriano: i rilievi presentavano motivi vegetali (con palme e ghiande) e geometrici. Sulle mensole sovrastanti gli archi erano originariamente collocate alcune statue, tra cui una che raffigurava Erodiano.

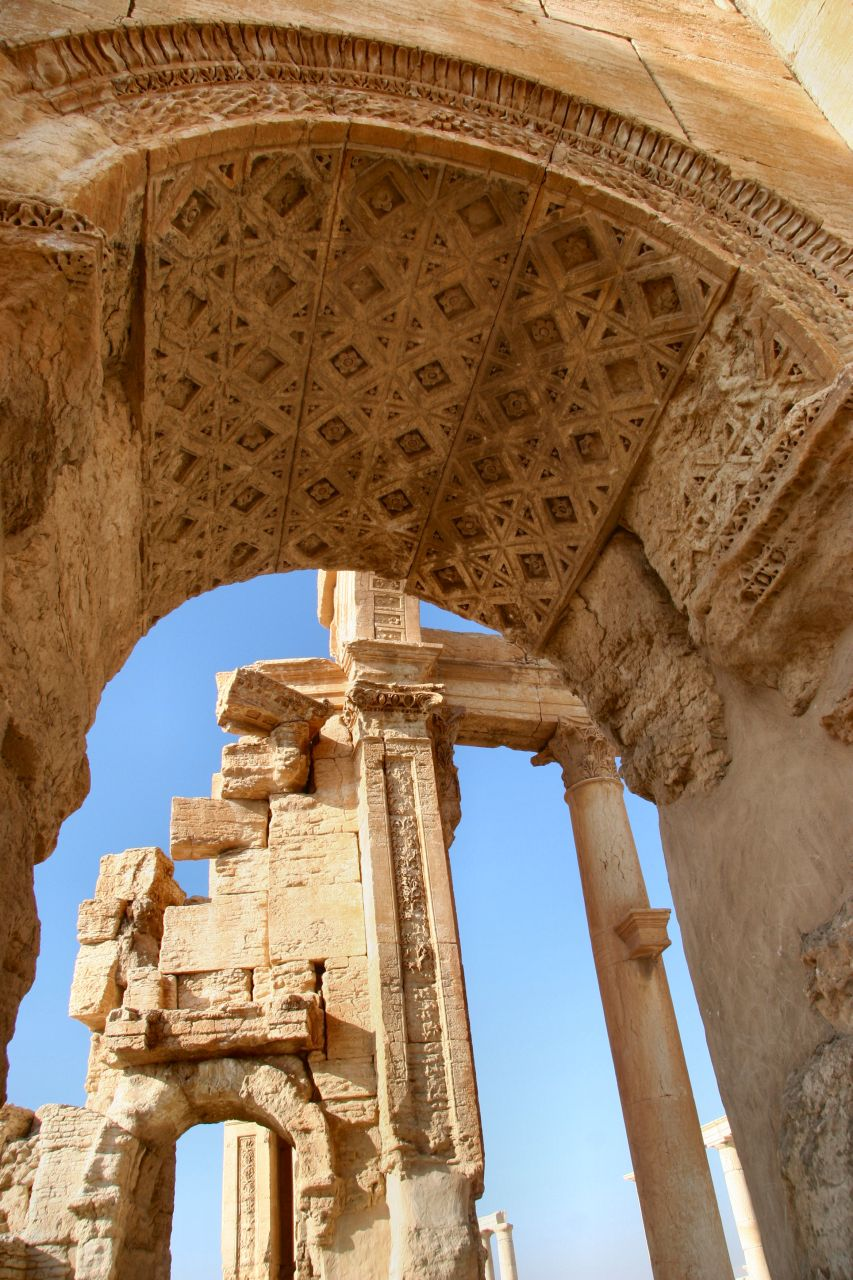
Dettaglio delle decorazioni dell'arco prima della distruzione

L'arco era stato ristrutturato negli anni 1930. Tra esso e il tempio di Bel, nel tratto in cui l'antica via colonnata è andata completamente distrutta, correva una strada moderna aperta anche al traffico pesante, le vibrazioni dovute al quale misero in pericolo l'integrità dell'arco, senza però comprometterla.

## Distruzione
L'Arco monumentale venne distrutto dai miliziani del gruppo jihādista Stato Islamico il 5 ottobre 2015. Essi, dopo aver assunto militarmente il controllo del sito archeologico di Palmira, Patrimonio dell'umanità UNESCO, nel maggio 2015, avevano proceduto in agosto alla distruzione di due dei più importanti e meglio conservati tra i templi di Palmira, il tempio di Baalshamin e il tempio di Bel; queste azioni risultavano motivate dall'intenzione, precedentemente dichiarata dallo Stato Islamico, di eliminare gli oggetti religiosi riconducibili al paganesimo o al politeismo in quanto blasfemi. Quantunque l'Arco monumentale fosse un edificio essenzialmente civile, privo di una destinazione religiosa di per sé, fonti locali dell'Osservatorio siriano per i diritti umani dichiararono che la sua distruzione fu dovuta alla natura considerata «idolatra» delle decorazioni dell'arco.
La notizia della distruzione dell'arco con l'esplosivo fu comunicata inizialmente da Maamoun Abdulkarim, responsabile della sovrintendenza generale siriana delle antichità e dei musei, che citava informatori in Palmira. Da un video diffuso l'8 ottobre 2015 risultava visibile l'entità del danno: delle tre fornici di cui la struttura si componeva solo una delle due laterali, quella più settentrionale, rimaneva in piedi.